# بيدرو ديلغادو
بيدرو ديلغادو (بالإسبانية: Pedro Delgado) مواليد 15 أبريل 1960 في شقوبية، إسبانيا، هو دراج إسباني سابق في صنف سباق الدراجات على الطريق.

## سباقات أو مراحل فاز بها
- طواف فرنسا
- طواف إسبانيا

## روابط خارجية
- بيدرو ديلغادو على موقع أرشيف الدراجات (الإنجليزية)
- بيدرو ديلغادو على موقع إحصائيات الدراجات الإحترافية (الإنجليزية)
- بيدرو ديلغادو على موقع CycleBase (الإنجليزية)